# Обществена коалиция „Граждани срещу омразата“
Обществена коалиция „Граждани срещу омразата“ е организация, която е създадена с цел да се работи за равни права на всички граждани на република България, независимо от техните пол, възраст, сексуална ориентация, религия или вярвания, раса или етнос. Борейки се срещу речта на омразата, коалицията обединява различни организации и личности, които са пострадали от словото на омраза на лидера на партия Атака – Волен Сидеров. Те сами определят своята цел:
| „ | „[...] следвайки програмата на Васил Левски, „Братство всекиго, без да гледаме на вяра и народност“, заявяваме, че решително и без всякакви компромиси отхвърляме речта на омразата, която позори нашето Отечество и неговата история. Ще работим с всички сили против ненавистта и националното разделение[...]. Ще използваме всяка възможност да работим, заедно с публичните институции, за постигането на цивилизовано решение на проблемите, породили чуваемост за словото на омразата и на националното разделение. На първо място ще се обърнем към съдебната власт и ще поискаме гражданският съд да осъди словото на омразата и с авторитета на съдебното си решение да установи, че българската законност изключва такова слово. На първо място ще се обърнем към съдебната власт и ще поискаме гражданският съд да осъди словото на омразата и с авторитета на съдебното си решение да установи, че българската законност изключва такова слово“ | “ |